# 남강중학교 축구부
남강중학교 축구부는 서울특별시에 위치한 남강중학교의 축구부이다. 

## 같이 보기
- 남강중학교